# 모듈러성 정리
대수기하학과 수론에서 모듈러성 정리(영어: modularity theorem) 또는 다니야마-시무라-베유 추측(영어: Taniyama–Shimura-Weil conjecture)은 타원곡선과 고전 모듈러 곡선의 관계에 대한 정리다.

## 정의
모듈러성 정리는 다음과 같다.
모든 유리 타원곡선은 정수 계수 유리 함수를 통한 모듈러 곡선 {\displaystyle X_{0}(N)}의 상으로 나타낼 수 있다.
여기서 {\displaystyle X_{0}(N)}은 합동 부분군 {\displaystyle \Gamma _{0}(N)}에 대한 콤팩트 모듈러 곡선이고, {\displaystyle N}은 타원곡선에 따라 다른 양의 정수다.

## 연관된 성질
모듈러성 정리에 의해 해석학적인 다음 성질이 성립한다. 유리 타원 곡선 {\displaystyle E/\mathbb {Q} }의 하세-베유 L-함수
{\displaystyle L(s,E)=\sum _{n=1}^{\infty }a_{n}/n^{s}}
가 주어지면, 그 계수로부터 다음과 같은 생성함수를 정의할 수 있다.
{\displaystyle f(\tau ,E)=\sum _{n=1}^{\infty }a_{n}\exp(2\pi in\tau )}
그렇다면, 모듈러성 정리에 따라서 {\displaystyle f}는 무게(weight)가 2이고 준위(level)가 N인 모듈러 형식이다. 또한, 이 모듈러 형식은 모든 헤케 연산자에 대한 고유 형식이다.

## 역사
다니야마 유타카가 1956년 (약간의 오류를 포함한 형태로) 추측하였다. 그 뒤 다니야마와 시무라 고로는 이 추측을 계속 연구하여, 1957년 엄밀한 형태의 추측을 발표하였다. 1967년 앙드레 베유가 독자적으로 이 추측을 발견하였고, 이 추측은 "다니야먀-시무라(-베유) 추측"으로 알려지게 되었다.
1986년 게르하르트 프라이(Gerhard Frey)가 모듈러성 정리(당시 다니야마-시무라 추측)을 사용하여 페르마의 마지막 정리를 증명할 수 있을 수 있다고 추측하면서, 이 추측이 주목받기 시작했다.
1995년 앤드루 와일스와 리처드 로런스 테일러가 준안정(semistable) 타원곡선에 대하여 모듈러성 정리를 증명하였다. 이를 사용하여 페르마의 마지막 정리를 증명할 수 있다. 와일스의 증명을 기반으로 하여, 프레드 다이아몬드, 크리스토프 브뢰이, 브라이언 콘래드, 리처드 로런스 테일러가 모듈러성 정리 전체를 증명하였다.